# Pelsartia humeralis
Pelsartia humeralis är en fiskart som först beskrevs av Ogilby, 1899.  Pelsartia humeralis ingår i släktet Pelsartia och familjen Terapontidae. Inga underarter finns listade i Catalogue of Life.